# Ванюков, Иван Иванович
Ива́н Ива́нович Ванюко́в — представитель купеческого семейства Ванюковых.

## Биография
Иван Иванович родился в 1867 году в Старой Руссе в семье купца Ивана Федоровича Ванюкова, окончил Новгородское реальное училище.
Службу городу Иван Иванович начал в 1894 году, членом правления вольного пожарного общества. С 1894 года избирался гласным городской думы и членом городской управы. Затем был членом торговой депутации городского ломбарда, членом уездного по промысловому налогу присутствия от земства, гласным уездного земского собрания от города.
Как городской глава, Иван Иванович избирался:
- членом правления и председателем правления Старорусского пожарного общества,
- председателем сиротского суда,
- членом Старорусского раскладочного по промысловому налогу присутствия,
- членом уездного совета экономического земства,
- товарищем председателя Старорусского местного комитета Российского общества Красного креста,
- почетным членом Старорусского общества охоты,
- председателем совета старейшин Общественного собрания,
- председателем комитета Всероссийского союза городов,
- председателем исполнительной комиссии по снабжению населения продовольствием и топливом.

Иван Иванович принимал активное участие в благотворительной деятельности, являясь:
- почетным членом правления благотворительного общества,
- директором отделения тюремного комитета,
- членом уездного комитета попечительства о народной трезвости,
- членом уездного училищного совета от городского общества,
- почётным попечителем Старорусского Алексеевского реального училища и попечителем второго приходского училища,
- членом попечительского совета женской гимназии от города,
- председателем общества вспомоществования нуждающимся учащимся в учебных заведениях города,
- членом Совета Старорусского братства святого Федора Тирона,
- председателем городского попечительства по выдаче казенного пайка семьям призванных на войну.

За годы службы городским головой благоустраивал город, содержал в чистоте. На улицах, прилегающих к городскому парку, и на перекрестках главных улиц были установлены керосинокалильные фонари. В городе на месте солеваренного завода в Емецком конце были открыты торговые бани, начал функционировать водопровод, были построены водонапорная башня и электрическая станция, возводились корпуса фанерной фабрики, открыты городская амбулатория и Старорусская аптека, построено Алексеевское реальное училище, сооружен памятник солдатам Вильманстрандского полка, открыта общественная библиотека и гостиница «Белград», деревянные трубы «Муравьевского источника» заменены на медные. Иван Иванович Ванюков был инициатором строительства электрического трамвая в городе.
В качестве городского головы Иван Иванович 6 июля 1904 года встречал в своем городе императора Всероссийского Николая II.
В 1915 году Иван Иванович Ванюков принимал участие в составе городской делегации в работе Первого Всероссийского съезда по улучшению отечественных лечебных местностей. На съезде он выступил с докладом, в котором были перечислены главнейшие нужды города в деле развития его как лечебной местности.

## Награды
За полезную для городского благосостояния и благоустройства деятельность городского головы Иван Иванович Ванюков в январе 1910 года награжден золотой медалью «За усердие» на Александровской ленте для ношения на шее.
В июне 1910 года удостоен звания Почётного гражданина города Старая Русса. Награжден медалью Красного Креста «В память русско-японской войны».